# WRC II Extreme
WRC II Extreme es el videojuego oficial del Campeonato Mundial de Rally, lanzado en 2002 para PlayStation 2. El juego fue desarrollado por Evolution Studios y publicado por Sony Computer Entertainment Europe.

## Jugabilidad
WRC II Extreme contiene 115 etapas en 15 países diferentes con vehículos WRC con licencia oficial que están disponibles para el jugador.[cita requerida] Se encuentra disponible un modo de reproducción de acción que incluye una amplia gama de disparos de ángulo de cámara. Todos los 14 rallies del calendario oficial de WRC 2002 aparecen en el juego.
21 pilotos y 7 equipos aparecen en el juego. Aunque Citroën no participó en una temporada completa en 2002, aparecen en todos los eventos del juego y, por lo tanto, son elegibles para obtener puntos de equipo en modo campeonato. Como Colin McRae tenía su propia serie de videojuegos en este momento, Sony no pudo obtener la licencia para que apareciera, por lo que François Duval lo reemplazó en el juego.

## Producción
WRC II Extreme fue desarrollado por Evolution Studios, con sede en Gran Bretaña, y publicado por Sony Computer Entertainment Europe. El juego fue diseñado con un nuevo modelo de física para los coches controlados por el jugador. Esto fue desarrollado con la asistencia de ingenieros de rally automovilismo. La geografía de las pistas se modeló después de la fotografía satelital y los datos de DEM para crear una apariencia más realista y precisa para cada etapa del rally. Las muestras de audio de los ruidos del motor se basan en los coches de rally WRC de la vida real. La edición del modo de reproducción de acción se desarrolló con la asistencia de la emisora del Campeonato del Mundo de Rallyes Chrysalis TV con la edición del material de reproducción y el diseño de la GUI. Cada automóvil está hecho de alrededor de 20,000 polígonos, un aumento de 8000 en el primer juego.

## Recepción
WRC II Extreme recibió revisiones "favorables" según el sitio web de agregación de revisiones GameRankings.